# Caligopsis seleucida
Caligopsis seleucida är en fjärilsart som beskrevs av William Chapman Hewitson 1876 . Caligopsis seleucida ingår i släktet Caligopsis och familjen praktfjärilar. Inga underarter finns listade i Catalogue of Life.

## Bildgalleri

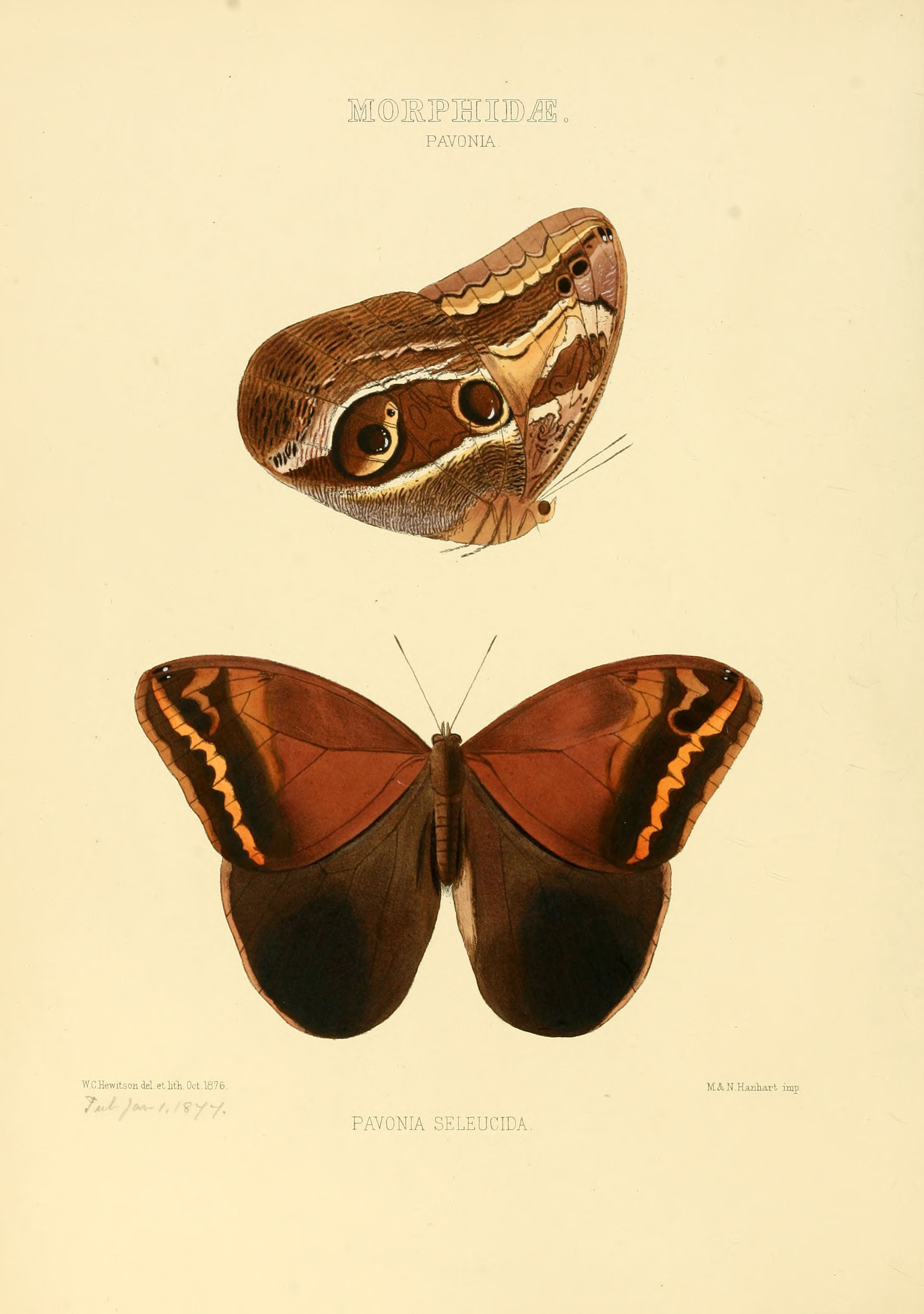